# بيدرو لويس لازو
بيدرو لويس لازو (بالإسبانية: Pedro Luis Lazo Iglesias)‏ هو لاعب كرة قاعدة كوبي، ولد في 15 أبريل 1973 في بينار ديل ريو في كوبا.

## وصلات خارجية
- بيدرو لويس لازو على موقع أوليمبيديا (الإنجليزية)